# Айхенвальд, Александр Юльевич
Александр Юльевич Айхенвальд (1904[…] — 11 сентября 1941, Орёл) — советский экономист бухаринского направления.
Внук раввина Исая Владимировича Айхенвальда (1837—1900), сын литературного критика Юлия Исаевича Айхенвальда. После Октябрьской революции активно поддержал большевиков, член РКП(б) с 1920 года.
В 1923 году поступил на экономическое отделение Института красной профессуры.
Автор большого числа работ по вопросам экономики, которые считались «классикой марксизма».
Был близок к Л. Д. Троцкому и Н. И. Бухарину.
Посетил отца в эмиграции и безуспешно пытался убедить его вернуться в СССР.
После процесса по делу антисоветского правотроцкистского блока был обвинен в связях с троцкистами и арестован. 10 сентября 1937 года Военная коллегия Верховного суда СССР приговорила его к 15 годам тюремного заключения по обвинению в терроризме, контрреволюционной агитации и участии в контрреволюционной организации После начала Великой Отечественной войны, во время отступления советских войск расстрелян в числе других заключенных Орловского централа. 
В апреле 1989 года реабилитирован на основании ст. 1 Указа Президиума Верховного Совета СССР от 16 января 1989 года «О дополнителъных мерах по восстановлению справедливости в отношении жертв репрессий, имевших место в период 30-40-х и начала 50-х годов», в октябре 1989 восстановлен в партии..
Сын — Юрий, поэт.

## Сочинения
- Советская экономика : Экономика и экономическая политика СССР / С предисл. Н. И. Бухарина. — М. ; Л. : Гос. изд-во, 1927. — 370, [1] с. : табл.